# 삿포로 눈축제

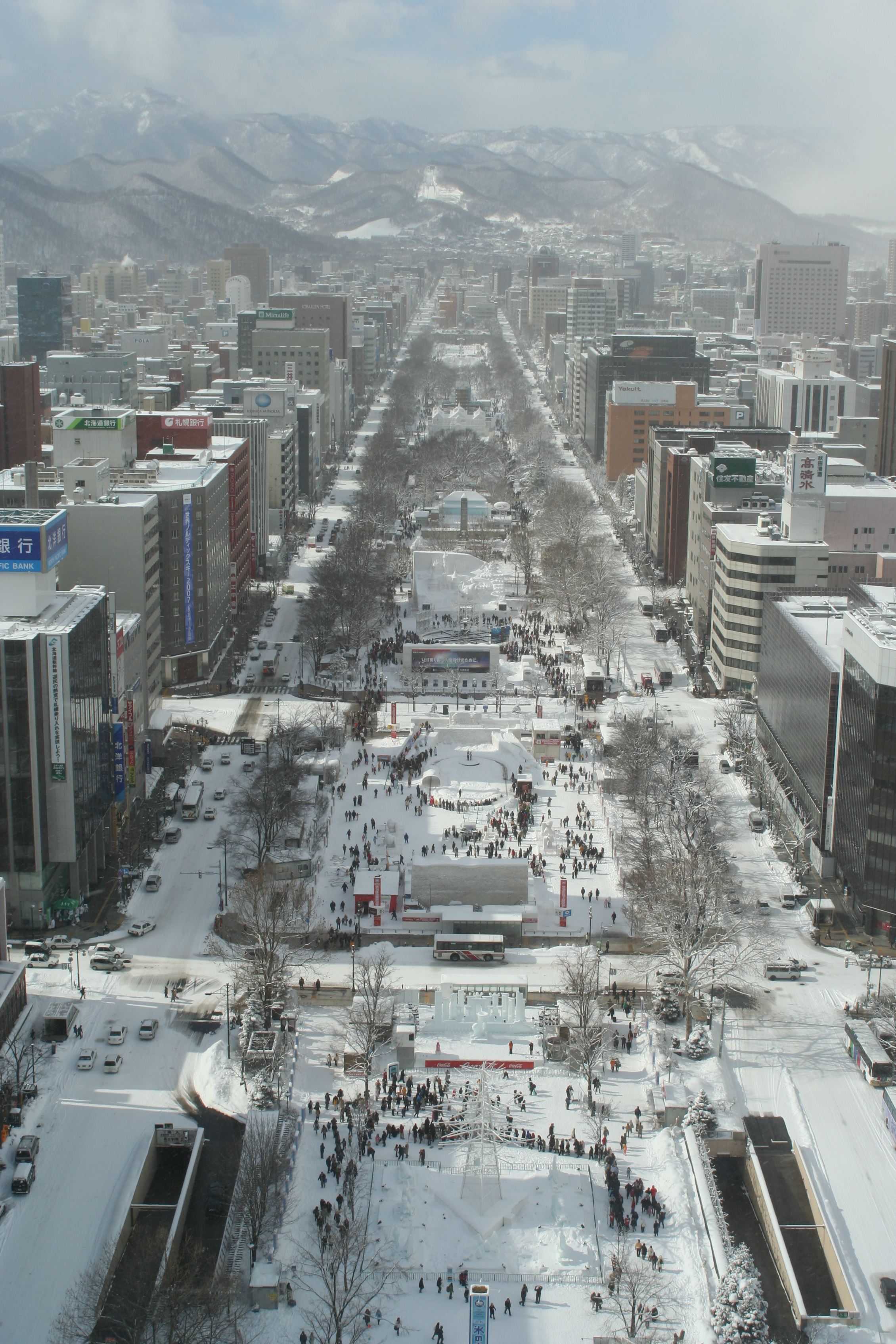
삿포로 눈축제회장의 전경(2007년 2월 12일)

삿포로 눈축제(영어: Sapporo Snow Festival, 일본어: さっぽろ雪まつり 삿포로유키마쓰리[*])는 매년 2월 일본 홋카이도 삿포로에서 열리는 축제이다. 1950년 2월 18일부터 개최되었다. 15 m 상당의 얼음조각과 눈으로 만든 예술조각이 전시되며, 밤에는 조명이 켜진다.

## 같이 보기
- 삿포로 눈축제 K-POP 페스티벌